# سر انزواتگوی
سر انزواتگوی (انگلیسی: Ser Anzoategui؛ زادهٔ ۳۱ اوت ۱۹۷۹) بازیگر اهل ایالات متحده آمریکا است. وی در مجموعه تلویزیونی چیزهای بهتر نقش آفرینی کرده است.